# هم‌ترابر
هم‌ترابرها، ناقل‌های همراه یا سیمپورترها (به انگلیسی: Symporters)، زیرمجموعه‌ای از پروتئین‌های انتقال غشائی هستند که همزمان دو ماده حل‌شده را از خلال غشا عبور می‌دهند. هم‌ترابرها اغلب جریان مطلوب یک مولکول در جهت شیب غلظت‌اش را با جریان نامطلوب مولکول دیگر در خلاف جهت شیب غلظت آن جفت می‌کنند؛ بدین ترتیب عمل هم‌ترابری یا هم‌انتقالی نوعی انتقال فعال ثانویه محسوب می‌شود. هم‌ترابرها بر اساس جهت جریان دو سوبسترا نسبت به هم به دو دسته همسوبرها و ناهمسوبرها تقسیم می‌شوند.